# سیارک ۲۲۳۷۰
سیارک ۲۲۳۷۰ (به انگلیسی: 22370 Italocalvino، نامگذاری:1993TJ2) بیست و دو هزار و سیصد و هفتادمین سیارک کشف شده‌است که در ۱۵ اکتبر ۱۹۹۳ کشف شد.
قدر مطلق سیارک برابر ۱۳٫۸۰ است.